# Llista d'ocells de les Illes Galápagos
Aquesta llista d'ocells de les Illes Galápagos inclou totes les espècies d'ocells trobats a les Illes Galápagos: 146, de les quals 25 en són endemismes, 3 en són endemismes reproductors, 13 estan globalment amenaçades d'extinció i dues hi foren introduïdes.
Els ocells s'ordenen per ordre i família.

## Sphenisciformes

### Spheniscidae
- Spheniscus mendiculus

## Podicipediformes

### Podicipedidae
- Podilymbus podiceps

## Procellariiformes

### Diomedeidae
- Phoebastria irrorata
- Phoebastria nigripes

### Procellariidae
- Macronectes giganteus
- Daption capense
- Pterodroma phaeopygia
- Pachyptila desolata
- Procellaria parkinsoni
- Puffinus pacificus
- Puffinus griseus

### Hydrobatidae
- Oceanites gracilis
- Pelagodroma marina
- Fregetta grallaria
- Oceanodroma tethys
- Oceanodroma castro
- Oceanodroma leucorhoa
- Oceanodroma markhami
- Oceanodroma melania

## Pelecaniformes

### Phaethontidae
- Phaethon aethereus
- Phaethon rubricauda

### Pelecanidae
- Pelecanus occidentalis

### Sulidae
- Sula nebouxii
- Sula granti
- Sula sula
- Sula leucogaster

### Phalacrocoracidae
- Phalacrocorax harrisi

### Fregatidae
- Fregata magnificens
- Fregata minor

## Ciconiiformes

### Ardeidae
- Ardea herodias
- Ardea alba
- Egretta caerulea
- Egretta thula
- Bubulcus ibis
- Butorides striata
- Nyctanassa violacea

## Phoenicopteriformes

### Phoenicopteridae
- Phoenicopterus ruber

## Anseriformes

### Anatidae
- Dendrocygna autumnalis
- Anas bahamensis
- Anas discors
- Anas cyanoptera
- Nomonyx dominica

## Falconiformes

### Pandionidae
- Pandion haliaetus

### Accipitridae
- Buteo galapagoensis

### Falconidae
- Falco peregrinus

## Galliformes

### Phasianidae
- Gallus gallus

## Gruiformes

### Rallidae
- Laterallus spilonotus
- Porzana carolina
- Neocrex erythrops
- Porphyrio martinica
- Gallinula chloropus
- Fulica americana

## Charadriiformes

### Haematopodidae
- Haematopus palliatus

### Recurvirostridae
- Himantopus mexicanus

### Charadriidae
- Pluvialis fulva
- Pluvialis squatarola
- Charadrius semipalmatus
- Charadrius wilsonia
- Charadrius vociferus
- Oreopholus ruficollis

### Scolopacidae
- Limnodromus griseus
- Limosa haemastica
- Limosa fedoa
- Numenius phaeopus
- Actitis macularius
- Tringa solitaria
- Tringa incana
- Tringa melanoleuca
- Tringa semipalmata
- Tringa flavipes
- Arenaria interpres
- Arenaria melanocephala
- Aphriza virgata
- Calidris canutus
- Calidris alba
- Calidris pusilla
- Calidris mauri
- Calidris minutilla
- Calidris fuscicollis
- Calidris bairdii
- Calidris melanotos
- Calidris himantopus
- Phalaropus tricolor
- Phalaropus lobatus
- Phalaropus fulicarius

### Laridae
- Larus delawarensis
- Larus dominicanus
- Larus cirrocephalus
- Larus philadelphia
- Larus fuliginosus
- Larus atricilla
- Larus pipixcan
- Creagrus furcatus

### Sternidae
- Anous stolidus
- Gygis alba
- Onychoprion fuscatus
- Chlidonias niger
- Sterna hirundo
- Thalasseus maximus
- Thalasseus elegans

### Stercorariidae
- Stercorarius pomarinus

## Columbiformes

### Columbidae
- Columba livia
- Zenaida auriculata
- Zenaida galapagoensis

## Cuculiformes

### Cuculidae
- Coccyzus erythropthalmus
- Coccyzus melacoryphus
- Crotophaga ani

## Strigiformes

### Tytonidae
- Tyto alba

### Strigidae
- Asio flammeus

## Caprimulgiformes

### Caprimulgidae
- Chordeiles minor

## Apodiformes

### Apodidae
- Chaetura pelagica

## Coraciiformes

### Alcedinidae
- Megaceryle alcyon

## Passeriformes

### Tyrannidae
- Pyrocephalus rubinus
- Tyrannus tyrannus
- Myiarchus magnirostris

### Hirundinidae
- Riparia riparia
- Progne subis
- Progne modesta
- Hirundo rustica
- Petrochelidon pyrrhonota

### Bombycillidae
- Bombycilla cedrorum

### Mimidae
- Nesomimus parvulus
- Nesomimus trifasciatus
- Nesomimus macdonaldi
- Nesomimus melanotis

### Vireonidae
- Vireo olivaceus

### Parulidae
- Dendroica petechia
- Dendroica striata

### Thraupidae
- Piranga olivacea
- Piranga rubra

### Emberizidae
- Geospiza magnirostris
- Geospiza fortis
- Geospiza fuliginosa
- Geospiza difficilis
- Geospiza scandens
- Geospiza conirostris
- Camarhynchus crassirostris
- Camarhynchus heliobates
- Camarhynchus psittacula
- Camarhynchus parvulus
- Camarhynchus pauper
- Camarhynchus pallidus
- Certhidea olivacea

### Cardinalidae
- Pheucticus ludovicianus
- Passerina cyanea

### Icteridae
- Dolichonyx oryzivorus[1]